# K級駆逐艦 (初代)
K級駆逐艦（英語: K-class destroyer）は、イギリス海軍の駆逐艦の艦級。当初は「アカスタ」をネームシップとしてアカスタ級（英: Acasta-class）と称されていたが、1913年に再種別された。

## 来歴
イギリスにおいて、1908年4月に成立したアスキス内閣では、社会保障の財源確保のため、自由統一党以来の海軍増強計画の見直しを進めていた。この流れを受けて、イギリス海軍では、1908-9年度計画のビーグル級（後のG級）、1909-10年度計画のエイコーン級（後のH級）、1910-11年度計画のアケロン級（後のI級）と、艦型を小さくまとめてコスト低減を重視した駆逐艦が建造されていた。
しかしアスキス首相自身は海軍増強の必要性を認めており、また1910年1月に行われた庶民院総選挙では、海軍増強を主張する統一党が大きな支持を集めていた。仮想敵であるドイツ帝国海軍の大型水雷艇の性能向上もあり、1911-12年度計画の駆逐艦は、再度大型化による航洋性向上を志向することになった。これによって建造されたのが本級である。
なお、アケロン級（I級）では、イギリスの民間造船所の高い技術力に期待して、海軍本部の設計による基本型（アドミラルティ型）とは別に、設計・建造にあたって各造船所に大幅な自由裁量を許した特型（Specials）が建造されていたが、このアプローチは本級でも踏襲されており、4タイプ8隻が建造された。

## 設計
船型はE級以来の船首楼型が踏襲されているが、北海全域で行動できるように艦型は拡大され、1905-6年度計画のトライバル級（F級）と同程度の大きさに戻った。また高速化の要請から、船体はL/B比が10に近い細く長いものとなった。
艦型の拡大を補うとともに、更なる高速化を求められたことから、I級の倍近い出力の強力な主機が搭載された。これとあわせて、ボイラーはI級より1缶増やし、H級と同じく重油専焼水管ボイラー4缶とした。蒸気性状は圧力250 lbf/in2 (18 kgf/cm2)、飽和温度であった。主機関は、I級のファイアドレーク特型に準じたパーソンズ式直結蒸気タービンによる2軸推進を基本とするが、ジョン・ブラウン社の艦ではブラウン・カーチス式の直結タービンが搭載された。I級と同じく、パーソンズ特型では同社式のセミ・ギヤード・タービンを搭載したものの、推進器の回転数は直結タービン艦とほぼ同程度であり、減速機による恩恵は乏しかった。
当初の要求速力は32ノットであり、後に造船所側の要請を受けて29.5ノットに緩和されたものの、海上公試では各艦とも30～32ノットを達成した。また艦型の拡大とあわせて、北海全域を行動範囲に収められるように重油搭載量を増大し、航続距離2,400海里を確保した。ソーニクロフト特型の「ハーディ」では、更なる航続距離延伸を狙って、巡航用のスルザー社製ディーゼルエンジン（出力1,800馬力）により駆動される中央軸を追加して3軸推進艦とする計画であったが、ディーゼルエンジンの準備が間に合わずに実現しなかった。

## 装備
最初期の水雷艇駆逐艦（TBD）は、主砲として40口径7.6cm砲（QF 12ポンド砲）、副砲として40口径5.7cm砲（QF 6ポンド砲）を採用していた。その後、1906年には日露戦争の戦訓を受けて威力不足の6ポンド砲は廃止され、12ポンド砲のみが搭載されるようになった。1906-7年度のF級より40口径10.2cm砲（BL 4インチ砲Mk.VIII）が導入され、12ポンド砲は副砲に格下げされた。そして1911年にA級駆逐艦「フェレット」を実艦標的として行われた射撃試験により、10.2cm砲弾1発の威力が7.6cm砲弾6発に勝ることが確認されたことから、外国駆逐艦の大型化もあって、本級ではとうとう12ポンド砲も廃止され、艦砲は4インチ砲3門に統一された。
水雷兵装としては従来の駆逐艦が踏襲され、53.3cm単装魚雷発射管2基を備えている。

## 同型艦一覧
| 設計                 | 艦名                           | 造船所             | 進水           | 解体/売却                |
| -------------------- | ------------------------------ | ------------------ | -------------- | ------------------------ |
| アドミラルティ型     | アカスタ HMS Acasta            | ジョン・ブラウン   | 1912年9月10日  | 1921年5月                |
| アドミラルティ型     | アケイテズ HMS Achates         | ジョン・ブラウン   | 1912年11月14日 | 1921年5月                |
| アドミラルティ型     | アンバスケイド HMS Ambuscade   | ジョン・ブラウン   | 1913年1月25日  | 1921年9月                |
| アドミラルティ型     | クリストファー HMS Christopher | ホーソン・レスリー | 1912年8月29日  | 1921年5月                |
| アドミラルティ型     | コカトリス HMS Cockatrice      | ホーソン・レスリー | 1912年11月8日  | 1921年5月                |
| アドミラルティ型     | コンテスト HMS Contest         | ホーソン・レスリー | 1913年1月7日   | 1917年9月18日 戦没       |
| アドミラルティ型     | シャーク HMS Shark             | スワン・ハンター   | 1912年7月30日  | 1916年5月31日 戦没       |
| アドミラルティ型     | スパローホーク HMS Sparrowhawk | スワン・ハンター   | 1912年10月12日 | 1916年6月1日 戦没        |
| アドミラルティ型     | スピットファイヤ HMS Spitfire  | スワン・ハンター   | 1912年12月23日 | 1921年5月                |
| アドミラルティ型     | リンクス HMS Lynx              | ハーランド&ウルフ  | 1913年3月20日  | 1915年8月9日 戦没        |
| アドミラルティ型     | ミッジ HMS Midge               | ハーランド&ウルフ  | 1913年5月22日  | 1921年11月               |
| アドミラルティ型     | アウル HMS Qwl                 | ハーランド&ウルフ  | 1913年7月7日   | 1921年11月               |
| ソーニクロフト特型   | ハーディ HMS Hardy             | ソーニクロフト     | 1913年10月10日 | 1921年5月                |
| ソーニクロフト特型   | パラゴン HMS Paragon           | ソーニクロフト     | 1913年2月21日  | 1917年3月18日 戦没       |
| ソーニクロフト特型   | ポーパス HMS Porpoise          | ソーニクロフト     | 1913年7月7日   | 1921年3月 ブラジルに売却 |
| ソーニクロフト特型   | ユニティ HMS Unity             | ソーニクロフト     | 1913年9月18日  | 1922年10月               |
| ソーニクロフト特型   | ヴィクター HMS Victor          | ソーニクロフト     | 1913年11月28日 | 1923年1月                |
| デニー特型           | アーデント HMS Ardent          | デニー             | 1913年9月8日   | 1916年6月1日 戦没        |
| フェアフィールド特型 | フォーチュン HMS Fortune       | フェアフィールド   | 1913年3月17日  | 1916年5月31日 戦没       |
| パーソンズ特型       | ガーランド HMS Garland         | キャメル・レアード | 1913年4月23日  | 1921年9月                |